# José Luis Viejo Gómez
José Luis Viejo Gómez (Azuqueca de Henares, 2 de novembre de 1949 - Azuqueca de Henares, 16 de novembre de 2014) va ser un ciclista espanyol que fou professional entre 1973 i 1982. El seu major èxit esportiu l'aconseguí el 1976 en guanyar una etapa del Tour de França. En aquesta etapa aconseguí arribar a meta amb 22' 50" respecte al grup perseguidor, la major diferència assolida després de la Segona Guerra Mundial.
En retirar-se com a ciclista passà a regentar una botiga de bicicletes i una administració de loteria. A final de setembre del 2014 se li va tributar un homenatge a la seva vila natal per la victòria d'etapa al Tour. Poc després, el 16 de novembre, moria víctima d'un càncer a la mateixa vila.

## Palmarès
- 1971
  -  als Jocs del Mediterrani de la CRE (amb Carlos Melero García, Javier Elorriaga i Josep Tena Ambrós)
  - 1r a la Volta a Navarra
  - 1r a la Volta a Toledo
- 1972
  - Campió d'Espanya de regions
  - 1r a la Volta a Polònia i vencedor de 2 etapes
  - 1r al Memorial Valenciaga
- 1973
  - Campió d'Espanya de regions
  - Vencedor d'una etapa a la Volta a Portugal
- 1974
  - Vencedor d'una etapa a la Volta a Andalusia
  - Vencedor d'una etapa a la Volta a Aragó
- 1975
  - Vencedor d'una etapa a la Volta a Astúries
- 1976
  - Vencedor d'una etapa al Tour de França
  - Vencedor de 2 etapes a la Volta a Astúries
  - Vencedor d'una etapa a la Vuelta a los Valles Mineros
- 1977
  - 1r al Trofeu Masferrer
  - Vencedor d'una etapa a la Volta a Astúries
- 1978
  - 1r al Trofeo Elola
  - Vencedor d'una etapa a la Setmana Catalana
  - Vencedor de 2 etapes a la Volta a Euskadi
- 1979
  - 1r als Tres Días de Leganés
- 1980
  - 1r a la Clàssica de Sabiñánigo
  - Vencedor d'una etapa a la Volta a Astúries
  - Vencedor d'una etapa a la Volta a Cantàbria
- 1981
  - 1r a la Costa del Azahar i vencedor de 2 etapes

### Resultats al Tour de França
- 1973. Abandona (9a etapa)
- 1975. 25è de la classificació general
- 1976. 31è de la classificació general. Vencedor d'una etapa
- 1979. Abandona (12a etapa)

### Resultats a la Volta a Espanya
- 1973. 33è de la classificació general
- 1974. Abandona
- 1975. Abandona (19a etapa)
- 1977. 5è de la classificació general
- 1978. Abandona (14a etapa)
- 1979. Abandona
- 1980. Abandona (18a etapa)
- 1982. Abandona

### Resultats al Giro d'Itàlia
- 1977. 13è de la classificació general